# Horodećke
Horodećke (ukr. Городецьке) – wieś na Ukrainie, w obwodzie czerkaskim, w rejonie humańskim. W 2024 roku liczyła 1065 mieszkańców.
We wsi znajduje się zabytkowa cerkiew Opieki Matki Bożej.